# 府中観光協会
府中観光協会 （ふちゅうかんこうきょうかい）とは、東京都府中市とその近郊の観光振興を図ることを目的とした特定非営利活動法人（NPO法人）。

## 概要

### 目的
この法人は、広く一般市民に対して、府中市とその近郊の自然・歴史・文化・恒例催事などの様々な観光情報を提供し、観光の魅力や楽しさを伝えていくと共に、新たな余暇活動としての観光レクリエーションの提供や、観光資源の開発などを行っていくことで、市民の郷土意識を高めていくと共に、市外からの観光客の誘致を図り、賑わいのあるまちづくりの推進と地域産業・経済・文化の発展に寄与することを目的とする。

### 主な事業
- 観光PR用パンフレット・ガイドマップ・チラシの作成。
- くらやみ祭・わが街自慢写真コンクールなどの開催。
- 観光グッズの作成。
- 観光PRコーナーの開設をはじめとした、観光PR事業。
- 大國魂神社くらやみ祭や節分祭などの支援事業。
- けやき並木の年末イルミネーションの協力事業。

## 沿革
- 1961年（昭和36年）に府中市観光協会として創立。
- 2006年（平成18年）10月13日付けでNPO法人の法人格を取得、特定非営利活動法人となる。